# Dean Garrett
Dean Heath Garrett (Los Ángeles, California, 27 de noviembre de 1966) es un exjugador de baloncesto estadounidense que jugó 6 temporadas en la NBA, otras 6 en la liga italiana y una más en la liga griega. Con 2,08 metros de estatura, jugaba en la posición de pívot.

## Trayectoria deportiva

### Universidad
Tras pasar dos años en el Community College de San Francisco, obtuvo una beca para jugar dos temporadas con los Hoosiers de la Universidad de Indiana, en las que promedió 13,6 puntos, 8,5 rebotes y 3,0 tapones por partido. En su primera temporada con los Hoosiers se proclamó campeón de la NCAA derrotando a Syracuse en una final en la que Garret contribuyó con 17 puntos y 8 rebotes. Fue elegido esa temporada novato del año de la Big Ten Conference.
En su última temporada puso 99 tapones, 3,0 por partido, cifra que hoy en día sigue siendo récord histórico de su universidad.

### Profesional
Fue elegido en la trigésimo octava posición del Draft de la NBA de 1988 por Phoenix Suns, pero fue cortado antes del comienzo de la temporada, marchándose a jugar a la liga italiana, donde permaneció 6 temporadas, una en el Jollycolombani Forlì, tres en el Panasonic Reggio Calabria y dos más en el Scavolini Pesaro, promediando en total 14,9 puntos y 11,1 rebotes por partido.
Tras jugar una temporada en el PAOK Salónica de la liga griega, recibió una llamada de su agente con una oferta para jugar en los Minnesota Timberwolves de la NBA. Allí jugó una temporada, en la que promedió 8,0 puntos y 7,3 rebotes por partido. Al año siguiente furma como agente libre por Denver Nuggets, donde juega los 82 partidos de la liga regular como titular, acabando el año con 7,3 puntos y 7,9 rebotes por partido.
Pocas semanas después del inicio de la temporada 1998-99 se ve involucrado en un traspaso a tres bandas que lo mandaría de regreso a los Wolves junto con Bobby Jackson. Los Nuggets traspasaron también una futura primera ronda del draft de 1999 a Toronto Raptors, equipo al que también llegaron procedentes de los Wolves Zeljko Rebraca, Micheal Williams y una primera ronda del draft de 2000. Finalmente, los Raptors enviaban a Chauncey Billups y Tyson Wheeler a Denver.
En los Wolves jugó 4 temporadas más, en las que fue perdiendo protagonismo paulatinamente, acabando en la temporada 2001-02 en lo más profundo del banquillo, jugando poco más de 5 minutos por partido. en el mes de febrero fue traspasado a Golden State Warriors junto a una futura segunda ronda del draft a cambio de Marc Jackson. Ya con 35 años, jugó 5 partidos con su nuevo equipo antes de retirarse definitivamente.

### Selección nacional
En 1987 fue convocado por la Selección de Estados Unidos para disputar los Juegos Panamericanos de Indianapolis, en la que consiguieron la medalla de plata.

## Estadísticas de su carrera en la NBA

### Temporada regular
| Temporada | Edad | Equipo                 | Liga | P   | TIT | MIN  | TC  | TCA | %TC  | 3P  | 3PA | %3P | TL  | TLA | %TL  | R.OF. | R.DEF. | REB | ASIS | ROB | TAP | PER | FP  | PTS |
| 1996-97   | 30   | Minnesota Timberwolves | NBA  | 68  | 47  | 24.5 | 3.3 | 5.7 | .573 | 0.0 | 0.0 |     | 1.4 | 2.0 | .696 | 2.2   | 5.1    | 7.3 | 0.6  | 0.6 | 1.4 | 0.5 | 2.3 | 8.0 |
| 1997-98   | 31   | Denver Nuggets         | NBA  | 82  | 82  | 32.1 | 3.0 | 6.9 | .428 | 0.0 | 0.0 |     | 1.4 | 2.1 | .648 | 2.8   | 5.1    | 7.9 | 1.1  | 0.7 | 1.6 | 1.0 | 2.4 | 7.3 |
| 1998-99   | 32   | Minnesota Timberwolves | NBA  | 49  | 37  | 21.5 | 2.4 | 4.7 | .502 | 0.0 | 0.0 |     | 0.8 | 1.0 | .745 | 2.0   | 3.2    | 5.2 | 0.6  | 0.6 | 0.9 | 0.6 | 2.3 | 5.5 |
| 1999-00   | 33   | Minnesota Timberwolves | NBA  | 56  | 23  | 10.8 | 0.9 | 1.9 | .444 | 0.0 | 0.0 |     | 0.3 | 0.5 | .692 | 0.7   | 1.8    | 2.5 | 0.3  | 0.1 | 0.7 | 0.4 | 1.7 | 2.0 |
| 2000-01   | 34   | Minnesota Timberwolves | NBA  | 70  | 21  | 11.9 | 1.1 | 2.2 | .481 | 0.0 | 0.0 |     | 0.4 | 0.6 | .692 | 0.9   | 2.2    | 3.1 | 0.3  | 0.4 | 0.7 | 0.4 | 1.3 | 2.5 |
| 2001-02   | 35   | TOTAL                  | NBA  | 34  | 0   | 5.4  | 0.5 | 1.6 | .327 | 0.0 | 0.0 |     | 0.0 | 0.1 | .000 | 0.5   | 1.2    | 1.7 | 0.1  | 0.2 | 0.3 | 0.3 | 0.9 | 1.1 |
| 2001-02   | 35   | Minnesota Timberwolves | NBA  | 29  | 0   | 5.2  | 0.5 | 1.4 | .350 | 0.0 | 0.0 |     | 0.0 | 0.1 | .000 | 0.4   | 1.2    | 1.6 | 0.1  | 0.2 | 0.3 | 0.2 | 0.9 | 1.0 |
| 2001-02   | 35   | Golden State Warriors  | NBA  | 5   | 0   | 6.2  | 0.8 | 3.0 | .267 | 0.0 | 0.0 |     | 0.0 | 0.0 |      | 0.6   | 1.4    | 2.0 | 0.2  | 0.4 | 0.2 | 0.6 | 1.2 | 1.6 |
| Total     |      |                        | NBA  | 359 | 210 | 19.4 | 2.0 | 4.2 | .480 | 0.0 | 0.0 |     | 0.8 | 1.2 | .677 | 1.7   | 3.4    | 5.0 | 0.6  | 0.5 | 1.0 | 0.6 | 1.9 | 4.8 |

### Playoffs
| Temporada | Edad | Equipo                 | Liga | P  | MIN | TCA | TC | 3PA | 3P | TLA | TL | R.OF. | REB | ASIS | ROB | TAP | PER | FP | PTS | %TC  | %3P | %FT  | MIN  | PTS  | REB  | AST |
| 1996-97   | 30   | Minnesota Timberwolves | NBA  | 3  | 118 | 15  | 29 | 0   | 0  | 8   | 10 | 19    | 35  | 4    | 2   | 3   | 1   | 11 | 38  | .517 |     | .800 | 39.3 | 12.7 | 11.7 | 1.3 |
| 1998-99   | 32   | Minnesota Timberwolves | NBA  | 4  | 92  | 10  | 18 | 0   | 0  | 2   | 5  | 9     | 16  | 5    | 2   | 3   | 2   | 16 | 22  | .556 |     | .400 | 23.0 | 5.5  | 4.0  | 1.3 |
| 1999-00   | 33   | Minnesota Timberwolves | NBA  | 3  | 16  | 1   | 2  | 0   | 0  | 1   | 2  | 1     | 2   | 0    | 0   | 1   | 0   | 2  | 3   | .500 |     | .500 | 5.3  | 1.0  | 0.7  | 0.0 |
| 2000-01   | 34   | Minnesota Timberwolves | NBA  | 3  | 41  | 4   | 12 | 0   | 0  | 5   | 6  | 2     | 9   | 0    | 1   | 1   | 0   | 6  | 13  | .333 |     | .833 | 13.7 | 4.3  | 3.0  | 0.0 |
| Total     |      |                        | NBA  | 13 | 267 | 30  | 61 | 0   | 0  | 16  | 23 | 31    | 62  | 9    | 5   | 8   | 3   | 35 | 76  | .492 |     | .696 | 20.5 | 5.8  | 4.8  | 0.7 |